# Lepturges hahneli
Lepturges hahneli är en skalbaggsart som beskrevs av Gilmour 1959. Lepturges hahneli ingår i släktet Lepturges och familjen långhorningar. Inga underarter finns listade i Catalogue of Life.